# Another Part of Me
Az Another Part of Me Michael Jackson amerikai énekes dala. 1988 júliusában jelent meg Jackson Bad című albumának hatodik kislemezeként. Szerzője Jackson, producere Jackson és Quincy Jones. Először Jackson 1986-ban megjelent, EO kapitány című 3-D filmjében hangzott el. Hallható a Michael Jackson’s Moonwalker videójátékban, Jackson 1988-ban bemutatott Moonwalker című filmjében és a Grand Theft Auto: Episodes from Liberty City játékban is.
2009 júliusában Madonna egy kis részt felhasznált a dalból Sticky & Sweet turnéja második szakaszán; egy Jackson-hasonmás táncolt több Jackson-dalra, köztük az Another Part of Me-re is.

## Videóklip
A dal videóklipjét Patrick Kelly rendezte, és Jackson Bad turnéján vették fel, amikor 1988. július 14-én előadta a dalt. Egyes felvételek a Wembley Stadionban és a Parc des Princes-en készültek. A klip felkerült a Michael Jackson’s Vision DVD-re.

## Fellépések
Jackson a Bad World Tour második szakaszán adta elő a dalt, végén egy instrumentális résszel, aminek a kislemezen csak rövid részlete hallható. A turné amerikai koncertjein ugyanabban a tempóban játszották, de kissé más hangszereléssel, Európában viszont sokkal gyorsabb tempóban. A This Is It koncertsorozaton egy részlete lett volna hallható a Jam dalba keverve, de a koncertek elmaradtak Jackson hirtelen halála miatt.

## Számlista
- 7" kislemez

1. Another Part of Me (Single Mix) – 3:46
2. Another Part of Me (Instrumental) – 3:46

- 12" kislemez és maxi CD kislemez

1. Another Part of Me (Extended Dance Mix) – 6:18
2. Another Part of Me (Radio Edit) – 4:24
3. Another Part of Me (Dub Mix) – 3:51
4. Another Part of Me (A Cappella) – 4:01

Promóciós CD kislemez (USA)
- 1. Another Part of Me (Single Mix)
- 2. Another Part of Me (Extended Dance Mix)
- 3. Another Part of Me (Radio Edit)
- 4. Another Part of Me (Dub Mix)
- 5. Another Part of Me (A Cappella)

## Helyezések
| Slágerlista (1988)              | Legmagasabb helyezés |
| ------------------------------- | -------------------- |
| USA Billboard R&B Singles chart | 1                    |
| USA Billboard Hot 100           | 11                   |
| Brit kislemezlista              | 15                   |
| Ausztrál kislemezlista          | 44                   |